# OpenTrad
OpenTrad es un sistema de código abierto que proporciona traducción automática. Fue diseñado teniendo en cuenta los cuatro idiomas del estado español: vasco, gallego, español y catalán. Puede hacer traducciones entre más de 20 pares de idiomas, y también han incluido el asturiano. En cuanto al euskera, solo se puede traducir del español. Su objetivo es ampliar las opciones de traducción tanto como sea posible.

## Desarrollo
Opentrad, un traductor automático, se presentó en mayo de 2006 en la Universidad Politécnica de Cataluña. Se puede utilizar para traducir entre los siguientes idiomas: asturiano, español, gallego, catalán, valenciano y vasco. Esta traducción automática Source Forge-ren por medio de clasifica, último programazioaren el lugar más importante baita.

### Creadores
En 2004 empezó OpenTrad habiendo llamado del programa de la traducción automática siete partaide tiene, hasta estos consecuencia del trabajo en común fue:
- Eleka Ingeniaritza Linguistikoa/Elhuyar La fundación: Iñaki Arantzabal, Iñaki Irazabalbeitia.
- Vigoko De la universidad Informatika de la Lingüística Mintegia: Xavier Gómez Guinovart.
- Alakanteko De la universidad Transducens el grupo: Mikel L. Forcada.
- Universidad de Cataluña Politeknikoa (TALP): Lluis Padró.
- De la Universidad del País Vasco Ixa el grupo: Iñaki Alegria.
- Imaxin Software: José Ramón Pichel Campos.
- Elhuyar La fundación: Josu Waliño.

### El porqué
El euskera, toda lengua como, la fuerza está cogiendo de los Internets. Por consecuencia de ese, programa o un lugar de la traducción automática suficiente bien viene. En este modo, la opción para devolver las páginas vascas tendrán todo usuario del Internet.

## Finantzaketa
La industria, Comercio y Turismo-ko el Ministerio, I+G+B el Plan Nacional y el Programa para Impulsar la Investigación Técnica-k los recursos económicos eskeini tienen este proyecto adelante sacar para poder.
En este último año Gobierno vasco también la-ayuda de dinero le ha ofrecido a este proyecto.
De todas formas, el uso de este programa completamente es gratuito para los usuarios del Internet. Este si poco fuera, sin restricción la opción para meter está en la página.

## El objetivo
El software libre crear ser quieren; de la velocidad grande y código abrir dos de la traducción automática gailu o moto desarrollar es OpenTrad el objetivo del proyecto. Un de esos para las parejas del pariente de lengua es, transferencia sintáctico parcial para hacer; el otro de nuevo, transferencia sintáctico entero, desde mutuamente más lejano para las parejas de lengua que están. De este proyecto partaide desarrollado por un organismo que es la moto tendrán base gailu esos. En el final de este proyecto, adicional un técnico más detallado describe el diseño de esos sistemas de la traducción automática.
La ciencia.net-ek Opentraden Iñaki sobre los objetivos Aranzabalek algunas palabras dichas: "desde un, el gallego-castellano y catalán-para las parejas de castellano traductor automático bueno, rápido y código irekikoa conseguir queríamos, y, desde el otro, desde el castellano para devolver al euskera prototipoa. En la cuenta ser es necesario el punto de partida de todas lenguas no era , igual: el-castellano catalán la pareja bastante avanzado estaba, y, en el otro extremo, desde el castellano al euskera automatikoki para devolver, casi para hacer todo estaba" .
Aquí aquí la-pareja de lengua:
- El castellano <--> Catalán/Valentziera
- El castellano <--> Gallego
- El castellano <--> Gallego

El último objetivo del proyecto es arriba hasta las-parejas de lengua mencionadas materia para hacer las traducciones sistema que es-prototipoa crear, y partzuergoko partaide las empresas que son el sistema extender y comercializar es, el uso de la traducción automática en varios campos por extender.

## La innovación tecnológica
Opendradek Varias innovaciones importante ha traído:
1. El-euskera de castellano el sistema a la traducción automática ha creado y por momento el-castellano de euskera traductor que devuelve automático es solo.
2. De las lenguas del estado español entre, el código y dato a la traducción automática linguistikoen irekiera y estandarizazio un ha causado. Ese, contenido eleanitzeko en los-procesos de creación la interacción que causa, modularitatea y la capacidad para integrar hace posible.
3. En los grupos universitarios a las tecnologías que utilizan gracias a, traducción-la velocidad grande tiene (por ejemplo, estado finituko las técnicas).

## El uso
La traducción por euskera a la actividad comercial utilizar ser @ohi son y ese algunas restricciones ha causado, mal utilizar no sea que:
- 50 líneas sino no pueden devolver
- No puede documento devolver

Sin embargo, web cualquier texto de los lugares puede devolver. Ya dos periódicos utilizan: "El Correo Gallego", por lo regular por el castellano editando todo y ahora la versión por gallego el que tiene y "La voz de Galicia", hoy en día su versión electrónica por gallego el que hace.

## El funcionamiento
Opentradek Diez pasos hace, Vigoko según la ponencia presentada en la Universidad:
1. Desformateatzea, Aquí el texto HTML desde la lengua reparten.
2. Análisis morfosintaktikoa
3. Palabra homografoen las ambigüedades sacar
4. El análisis sintáctico
5. La transferencia de estructura, el castellano, el euskera, a catalán y el gallego.
6. Transferencia lexikoak: la traducción de las palabras.
7. La creación sintáctica, solamente castellano-euskera a la pareja.
8. La creación morfológica
9. La creación contiguo: el cambio conectado a la ortografía, así cómo apostrofoak, laburdurak...
10. De nuevo formateatzea: El texto de nuevo HTML en la lengua situar.

A la traducción son necesario que el instrumento aunque los códigos que utilizan SourceForgeren por medio de pueden conseguir.
La traducción no son en los ejemplos basando; sin embargo, en el futuro la intención para utilizar esa técnica tienen. Por ahora, dos tecnologías tiene base: Apertium, antzekotasunak de las lenguas que tienen entre para hacer las traducciones; y Matxin, la estructura diferente de las lenguas que tienen entre el para utilizar.
Tecnología utilizada automatetan basado según está, la traducción la navegación bezain leve pueden hacer. De ese modo, la traducción de las hojas que queremos podemos conseguir, muchos tiempos sin perder.
Por fin, mencionar el del necesario es a lo sumo 16.384 karaktere pueden meter, para devolver.

## Salado-gezak
IXA el grupo Euskera de Azpeitia Patronatuaren según el artículo publicado en el sitio web, en 2006 estos eran la-tasa de defecto:
- El-castellano catalán y el-gallego de castellano en las traducciones, 4% solamente son el defecto encontrado.
- Castellano-euskera en las traducciones, el porcentaje crudo de los defectos 32,90% ha sido. Sin embargo, la particularidad del euskera en la cuenta cogido, ese porcentaje comparable que sea normalizatu hacer es necesario; por lo tanto, la tasa limpia 24,80% es.

Una nota pequeña sobre ese hacer es necesario: la tasa de defecto de los sistemas de traducción % desde 10 beherakoa ser necesita en el sistema de producción meter para poder. Por tanto, castellano-euska el sistema prototipotzat está definido.
De los defectos iturburua en dos conjuntos clasificando puede:
- El-gallego de castellano y el-castellano catalán en los sistemas, en los diccionarios descubierto no las palabras que son dan el problema principal.
- Castellano-euskera en el sistema, sintaxiak y deklinabideek dan buruhauste la mayor parte.

Aunque Y la conveniencia de las traducciones mejorar puede, #bastante leve recogen el resultado. Desde ese lado los creadores contento están, Iñaki Aranzabalen en las palabras.
Ventaja aipagarrien entre, estos están:
- De dos sentidos la traducción ofrecen.
- Integrazio entero hace posible.
- Hornitzaileari La independencia le da.
- La comunidad de los usuarios desarrollar impulsa.

## El-receptor de parte
- Eleka Ingeniaritza Linguistikoa (Ixa el grupo y Elhuyar la empresa creada por la Fundación)
- Vigoko La universidad (Informatika de la Lingüística Mintegia). Vigoko La lengua de la universidad informatikako mintegiak, sobre todo, desde el castellano al gallego y el traductor automático inverso creando ha acompañado, Opentrad en el proyecto.
- Alacanteko La universidad (el grupo de Traducción)
- Universidad de Cataluña Politeknikoa (TALP el grupo)
- La Universidad del País Vasco (Ixa el grupo)
- Imaxin Software
- Elhuyar La fundación